# Litomyšl
Litomyšl (Duits: Leitomischl) is een Tsjechische stad in de regio Pardubice, en maakt deel uit van het district Svitavy. In de stad bevindt zich een van de vijf faculteiten (de faculteit voor restauratie) van de Universiteit Pardubice.
Litomyšl telt 10.231 inwoners.

## Bezienswaardigheden
Een bekend gebouw van Litomyšl is het renaissanceslot dat tussen 1568 en 1581 werd gebouwd. Sinds 1999 staat het slot op de Werelderfgoedlijst van UNESCO.
Een klein museum is de geboortewoning van Bedřich Smetana. Deze bevindt zich op de begane grond van de voormalige kasteelbrouwerij in Litomyšl.

## Geboren in Litomyšl
- Bedřich Smetana (1824-1884), componist
- Marek Pakosta (1969), beachvolleyballer

Banín ·
Bělá nad Svitavou ·
Bělá u Jevíčka ·
Benátky ·
Bezděčí u Trnávky ·
Biskupice ·
Bohuňov ·
Bohuňovice ·
Borová ·
Borušov ·
Brněnec ·
Březina ·
Březinky ·
Březiny ·
Březová nad Svitavou ·
Budislav ·
Bystré ·
Cerekvice nad Loučnou ·
Čistá ·
Desná ·
Dětřichov ·
Dětřichov u Moravské Třebové ·
Dlouhá Loučka ·
Dolní Újezd ·
Gruna ·
Hartinkov ·
Hartmanice ·
Horky ·
Horní Újezd ·
Hradec nad Svitavou ·
Chmelík ·
Chornice ·
Chotěnov ·
Chotovice ·
Chrastavec ·
Janov ·
Janůvky ·
Jaroměřice ·
Jarošov ·
Javorník ·
Jedlová ·
Jevíčko ·
Kamenec u Poličky ·
Kamenná Horka ·
Karle ·
Koclířov ·
Korouhev ·
Koruna ·
Křenov ·
Kukle ·
Kunčina ·
Květná ·
Lavičné ·
Linhartice ·
Litomyšl ·
Lubná ·
Makov ·
Malíkov ·
Městečko Trnávka ·
Mikuleč ·
Mladějov na Moravě ·
Morašice ·
Moravská Třebová ·
Nedvězí ·
Němčice ·
Nová Sídla ·
Nová Ves u Jarošova ·
Oldřiš ·
Opatov ·
Opatovec ·
Osík ·
Pohledy ·
Polička ·
Pomezí ·
Poříčí u Litomyšle ·
Příluka ·
Pustá Kamenice ·
Pustá Rybná ·
Radiměř ·
Radkov ·
Rohozná ·
Rozhraní ·
Rozstání ·
Rudná ·
Rychnov na Moravě ·
Řídký ·
Sádek ·
Sebranice ·
Sedliště ·
Sklené ·
Slatina ·
Sloupnice ·
Staré Město ·
Stašov ·
Strakov ·
Suchá Lhota ·
Svitavy ·
Svojanov ·
Široký Důl ·
Študlov ·
Telecí ·
Trpín ·
Trstěnice ·
Tržek ·
Třebařov ·
Újezdec ·
Útěchov ·
Vendolí ·
Vidlatá Seč ·
Víska u Jevíčka ·
Vítějeves ·
Vlčkov ·
Vranová Lhota ·
Vrážné ·
Vysoká ·
Želivsko
Bedevaartskerk van St-Johannes van Nepomuk in Zelená Hora ·
Historish centrum van Český Krumlov ·
Tuinen en kasteel van Kroměříž ·
Historisch dorp Holašovice ·
Drievuldigheidszuil in Olomouc ·
Joodse wijk en Sint-Procopiusbasiliek in Třebíč ·
Kutná Hora: historisch stadscentrum met Sint-Barbarakerk en O.L.Vrouwekathedraal in Sedlec ·
Cultuurlandschap Lednice-Valtice ·
Kasteel van Litomyšl ·
Historisch centrum van Praag ·
Historisch centrum van Telč ·
Villa Tugendhat in Brno ·
Mijnstreek Erzgebirge/Krušnohoří ·
Landschap voor het fokken en het africhten van ceremoniële koetspaarden in Kladruby nad Labem ·
Historische kuuroorden van Europa (Františkovy Lázně, Karlovy Vary, Mariánské Lázně) ·
Oude en voorhistorische beukenbossen van de Karpaten en andere regio's van Europa
- Gemeinsame Normdatei: 4271645-7
- Library of Congress Control Number: n85118022
- Nationale Bibliotheek van Letland: 000323039
- Nationale Bibliotheek van Tsjechië: ge129843
- Nationale Bibliotheek van Israël: 987007562201405171
- Virtual International Authority File: 132587823
- WorldCat: E39PBJxmGRKxGhrkJ7MMDRdhHC